# Oedipina gephyra
Oedipina gephyra là một loài kỳ giông trong họ Plethodontidae.
Nó là loài đặc hữu của Honduras.
Môi trường sống tự nhiên của chúng là các khu rừng vùng núi ẩm nhiệt đới hoặc cận nhiệt đới. Kỳ giông giun không gây nguy hiểm cho con người và thậm chí chúng còn đang bị đe dọa do mất môi trường sống. Loài này sống chủ yếu ở các khu rừng vùng núi ẩm nhiệt đới hoặc cận nhiệt đới. Trong Sách đỏ, chúng bị xếp là loài đang nguy cấp. Chúng chỉ có chiều dài khoảng 56.7 mm ở cá thể trưởng thành, có đầu tròn và mũi khá nhọn.